# مراد آباد
مراد آباد (بالهندية: मुरादाबाद) هي مدينة من مدن الهند. يبلغ عدد سكانها 889810 نسمة حسب إحصائيات سنة 2011م. يبلغ ارتفاع المدينة عن سطح البحر قرابة 198 متر. تبلغ مساحتها 3493 كم².

## المناخ
يظهر الجدول التالي التغييرات المناخية على مدار السنة لمراد آباد:
| البيانات المناخية لـمراد آباد     | البيانات المناخية لـمراد آباد | البيانات المناخية لـمراد آباد | البيانات المناخية لـمراد آباد | البيانات المناخية لـمراد آباد | البيانات المناخية لـمراد آباد | البيانات المناخية لـمراد آباد | البيانات المناخية لـمراد آباد | البيانات المناخية لـمراد آباد | البيانات المناخية لـمراد آباد | البيانات المناخية لـمراد آباد | البيانات المناخية لـمراد آباد | البيانات المناخية لـمراد آباد | البيانات المناخية لـمراد آباد |
| الشهر                             | يناير                         | فبراير                        | مارس                          | أبريل                         | مايو                          | يونيو                         | يوليو                         | أغسطس                         | سبتمبر                        | أكتوبر                        | نوفمبر                        | ديسمبر                        | المعدل السنوي                 |
| --------------------------------- | ----------------------------- | ----------------------------- | ----------------------------- | ----------------------------- | ----------------------------- | ----------------------------- | ----------------------------- | ----------------------------- | ----------------------------- | ----------------------------- | ----------------------------- | ----------------------------- | ----------------------------- |
| متوسط درجة الحرارة الكبرى °م (°ف) | 17.1 (62.8)                   | 24.5 (76.1)                   | 31.6 (88.9)                   | 36.4 (97.5)                   | 41.4 (106.5)                  | 44.7 (112.5)                  | 36.5 (97.7)                   | 33.4 (92.1)                   | 34.1 (93.4)                   | 28.2 (82.8)                   | 27.4 (81.3)                   | 20 (68)                       | 26.16 (79.09)                 |
| متوسط درجة الحرارة الصغرى °م (°ف) | 4 (39)                        | 7 (45)                        | 12 (54)                       | 15.7 (60.3)                   | 17.4 (63.3)                   | 17.7 (63.9)                   | 19.2 (66.6)                   | 21.5 (70.7)                   | 19.2 (66.6)                   | 13.2 (55.8)                   | 12.1 (53.8)                   | 8 (46)                        | 15.58 (60.04)                 |
| الهطول مم (إنش)                   | 18.2 (0.72)                   | 24.5 (0.96)                   | 12.1 (0.48)                   | 12.4 (0.49)                   | 21.6 (0.85)                   | 99.1 (3.90)                   | 168.1 (6.62)                  | 207.1 (8.15)                  | 99.3 (3.91)                   | 27.1 (1.07)                   | 6.1 (0.24)                    | 9.0 (0.35)                    | 976.5 (38.44)                 |
| المصدر: WWO                       |                               |                               |                               |                               |                               |                               |                               |                               |                               |                               |                               |                               |                               |

## أعلام
- جافيد جيفري
- آن هيلز